# Dumuzid Pastir
Dumuzid, včasih tudi Dumuzi, z vzdevkom Pastir iz Bad-tibire v Sumeriji,  je bil po Seznamu sumerskih kraljev peti preddinastični sumerski kralj iz legendarnega obdobja pred Potopom. Seznam pravi, da je vladal 36.000 let.

## Dumuzid v sumerski epski književnosti
Dumuzid Pastir je osebnost iz niza epskih pesnitev sumerske književnosti. V teh besedilih ni povezan z Bad-tibiro, ampak z Urukom, kjer je malo po potopu med Lugalbando in Gilgamešem kraljeval njegov soimenjak Dumuzid Ribič. 
Med spisi, v katerih se pojavlja Dumuzid Pastir, so:
Inanin spust v spodnji svet: Inani je bila po spustu v podzemlje dovoljena vrnitev, vendar samo v nezaželenem spremstvu demonov, ki so vztrajali, da bodo namesto nje odpeljali kakšno pomembno osebnost. Inana jih je pregovorila, naj ne jemljejo vladarjev Ume in Bad-tibire, ki sta sedela v umazaniji in cunjah. Ko so prišli v Uruk, so tam našli Dumuzida Pastirja, ki je sedel v razkošni palači. Demoni so ga takoj pograbili in namesto Inane odpeljali v podzemlje. 
Dumuzid in Ngeštin-ana: Inana je prepustila Dumuzida demonom kot zamenjavo zase. Demoni so ga pograbili, vendar jim je pobegnil na dom svoje sestre Ngeštin-ane (Geštinane). Demoni so ga zasledovali in ga nazadnje našli na pašniku, kjer se je skrival.
Dumuzid in sestra: ohranjeni so samo odlomki besedila iz katerega je razvidno, da je sestra objokovala Dumuzidovo smrt.
Dumuzidove sanje. V tej pripovedi Dumuzid sanja o svoji smrti in to pove sestri Geštinani. Geštinana mu odgovori, da so sanje znak, da ga bodo v uporu spodnesli zlobni in lačni ljudje, opisani tudi kot galla – demoni, ki prihajajo v Uruk za kralja. Pred tem mu ni nikoli rekla, da proti njemu resnično prihajajo  možje iz Adaba, Akšaka, Uruka, Ura in Nipurja, oboroženi z gorjačami. Dumuzid se je odločil, da se bo skril v pokrajino Alali, vendar so ga ujeli. Dumuzid jim je pobegnil v deželo Kubireš, vendar so ga spet ujeli.   Ponovno  je ušel in se skril v hišo starke Bilulu, kjer so ga spet ujeli, vendar jim je ponovno pobgnil in se tokrat skril v hišo svoje sestre. Tam so ga še zadnjič ujeli in ga ubili.
Inana in Bilulu: ep opisuje, kako je Inana maščevala smrt svojega ljubimca Dumuzida, tako da je ubila starko Bilulu.

## Božanstvo
Kasnejše pesnitve in hvalnice kažejo, da so Dumuzida kasneje imeli za božanstvo, predhodnika babilonskega boga rasti in umiranja Dumuzija (Tamuza). 
Profesor asirske in babilonske književnosti William Wolfgang Hallo povezuje Dumuzida z bitjem, pol človekom pol ribo, enem od polbogov (abgalu), ki jih je Enki ustvaril, da bi dali ljudem kulturo in civilizacijo. Hallo domneva, da je bil Dumuzid enakovreden svetopisemskemu Henohu (Enohu), opisanem v 5. poglavju 1. Mojzesove knjige.

## Sklica
1. ↑  Dina Katz. The image of the netherworld in the Sumerian sources, 2003, str.  152.
2. ↑  W.W. Hallo, W.K. Simpson. The Ancient Near East: A History. Harcourt Brace Jovanovich, Inc., New York, 1971, str. 32.

| Dumuzid Pastir Prva uruška dinastija |                                                                 |                                    |
| Vladarski nazivi                     |                                                                 |                                    |
| Predhodnik: En-men-gal-ana           | 5. kralj Sumerije pred približno 2900 pr. n. št. ali legendaren | Naslednik: En-sipad-zid-ana Larški |